# Moordenaarsveen

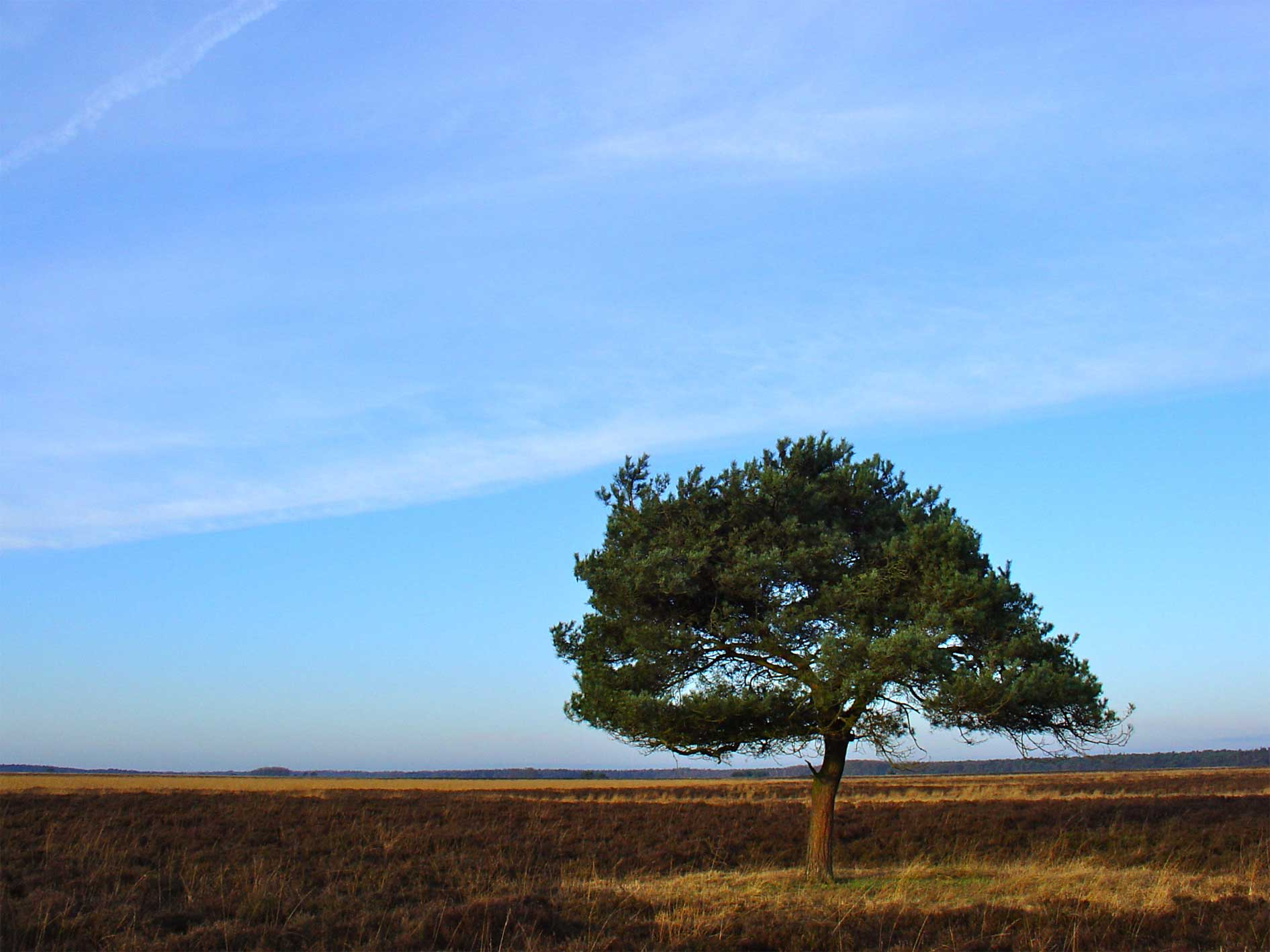
Het gebied nabij het Moordenaarsveen in het Dwingelderveld

Het Moordenaarsveen is een pingoruïne, een vennetje, in het Nederlandse Nationaal Park Dwingelderveld.
Het Moordenaarsveen zou zijn naam te danken hebben aan een hier gepleegde moord op een Spaanse soldaat tijdens de Tachtigjarige Oorlog. Volgens het volksverhaal zou hij op deze plek door zijn moordenaars zijn gedumpt en zou zijn geest hier nog steeds rondwaren. Het verhaal is beschreven door Harmjan van Steenwijk in de De soldaot op de heide.